# モイラ・レッドモンド
モイラ・レッドモンド（Moira Redmond、1928年7月14日 - 2006年3月20日）は、イギリスの女優。イングランド・ウェスト・サセックス州ボグナーリージス出身。ピンク・パンサーシリーズ第2作『暗闇でドッキリ』（1964年）などに出演した。

## 来歴
父はステージ・マネージャー、母は女優。舞台女優としてキャリアをスタートさせるが、数年後にオーストラリア人と結婚し、オーストラリアに移住する。しかし離婚し、イングランドに戻る。
1957年、ローレンス・オリヴィエの『タイタス・アンドロニカス』でヴィヴィアン・リーの代役を務めてウエスト・エンドにデビューした。その後、舞台や映画で活躍した。テレビでは、BBC制作の“Dixon of Dock Green”シリーズや『おしゃれ(秘)探偵』、“The Sweeney”などに出演した。
イアン・マッケランと共にアクターズ・カンパニーを創設している。
2006年3月20日、心臓発作によりロンドンで死去した。

## 主な出演作品
- 暗黒の落し穴 (1962年)
- 暗闇でドッキリ A Shot in the Dark (1964年)
- 恐怖の牝獣 (1964年)